# Csodaszarvas

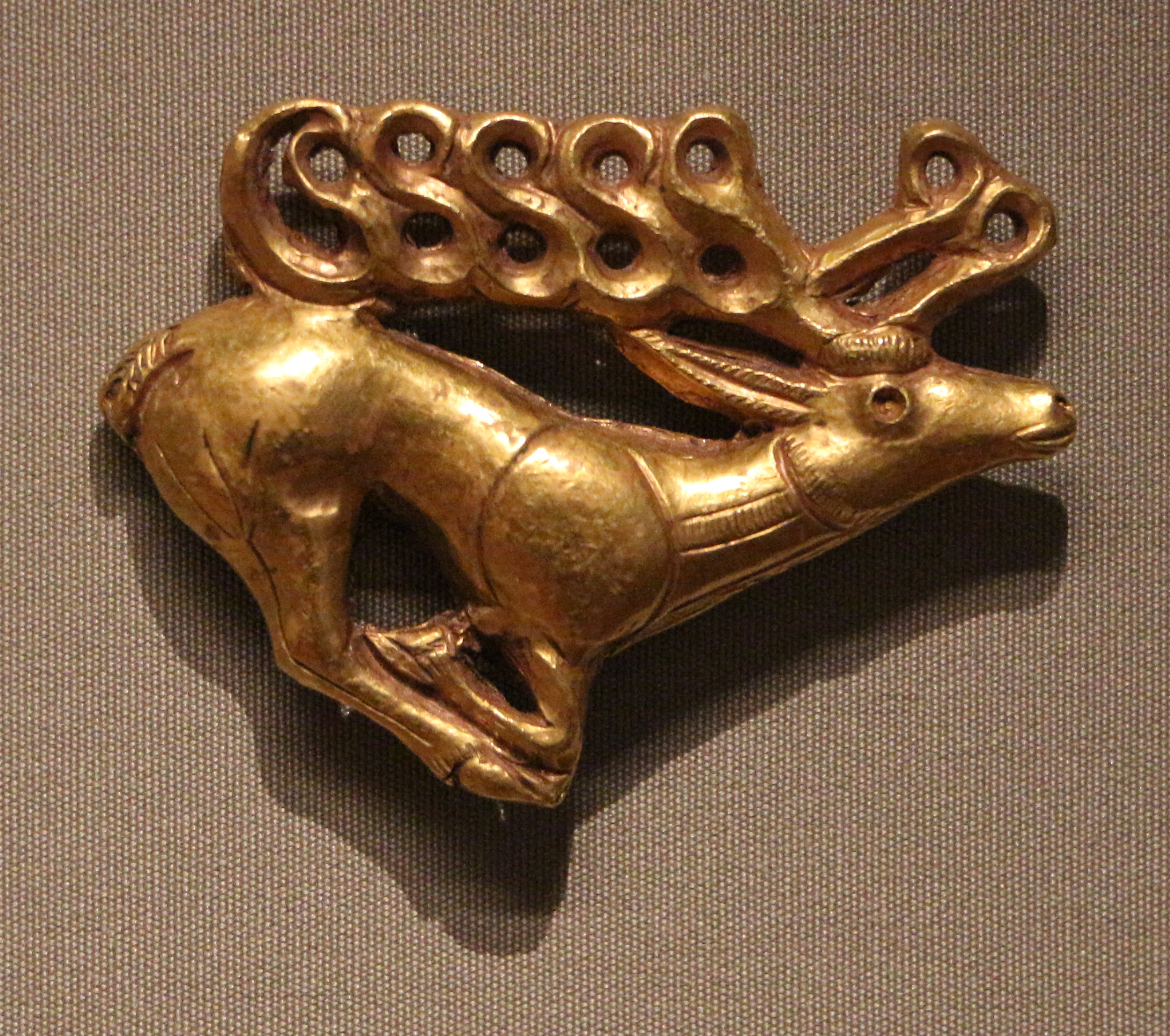
Szkíta aranyszarvas

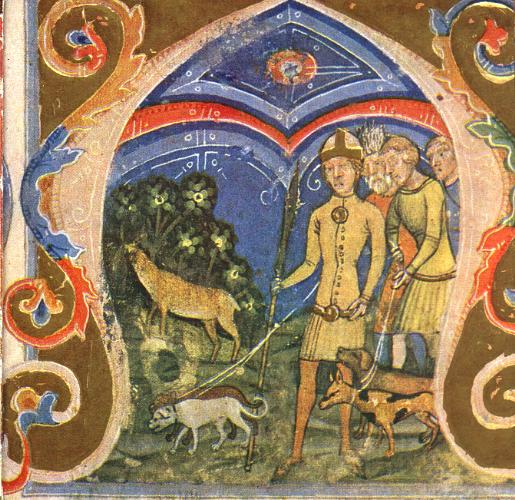
Ábrázolása a Képes krónikában

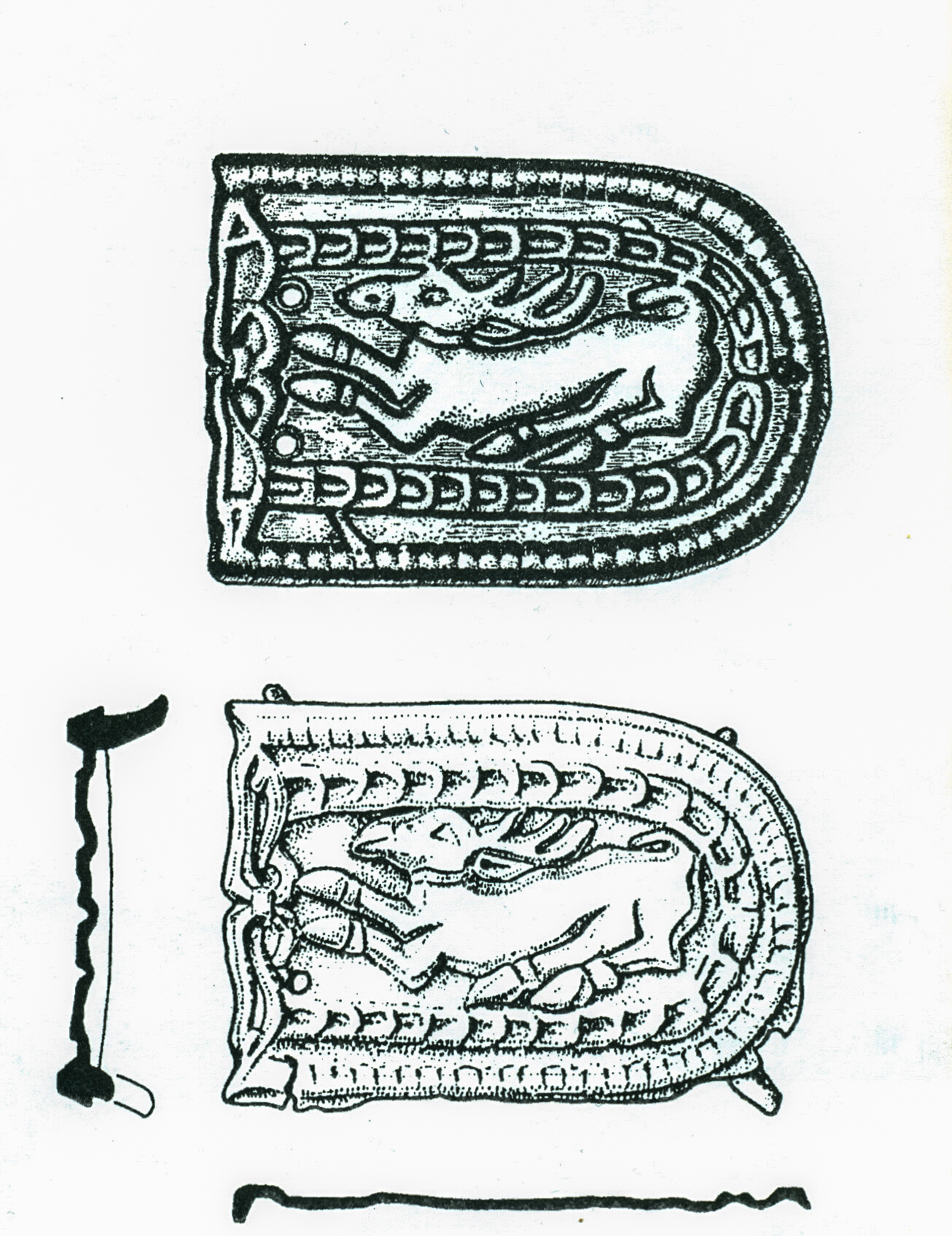
Csodaszarvas-ábrázolások: Törtel és Zbelovska Gora

A csodaszarvas a hun-magyar mondakörben és a magyar népi hagyományokban ismert, Isten által küldött mitikus vezérállat. Ipolyi Arnold nagyváradi püspök, műgyűjtő, néprajzkutató, művészettörténész szerint egyes magyar istenségek nem ember, hanem turulmadár és szarvas alakjában jelennek meg az ősmagyar vallásban. A magyar kutatók szerint keleti és nyugati párhuzamokra egyaránt utalnak a szerteágazó motívumcsalád. Feltételezhető, hogy a honfoglaló magyarok magukkal hozták a keleti típusú csodaszarvas-mondát, mely később a keresztény Szent Eustachiusnak és Szent Hubertusznak, a vadászok, erdészek, lövészcéhek védőszentjének mondakörével keveredett. A csodaszarvas sok eurázsiai népnél és egyes észak-amerikai indián törzseknél is igen régóta a csillagos ég jelképe. A zöldhalompusztai fejedelmi sírból előkerült aranyszarvas egy szkíta törzsfő hatalmi jelvénye lehetett.
A csodaszarvas az újjászületés és a megújulás, valamint a Nap jelképe.

## A hun-magyar mondakörben
A szarvas a török mitológiában a turul totemmadár és Asena, az anyafarkas mellett az egyik legfontosabb lény. Kazahsztánban már az i. e. 4. századból ismert szarvasábrázolás. A 8. századi köktürk Bilge kagán sírjában szarvasokat ábrázoló aranyszobrokat találtak, a mitikus szarvas neve Puura. A köktürkök szomszédait nem csak tokuz oguz (kilenc oguz), hanem tokuz boynuzlu (kilenc szarvas) néven is említik. Tengri birodalmát, az égboltot jelképezik, miközben ágas-bogas agancsuk a török népek rokonságára utal.
Kézai Simon Gesta Hunnorum et Hungarorum, (A hunok és a magyarok cselekedetei) című művében maradt fenn az a monda, mely szerint a Hunor és Magor nevű testvérpárt -akiktől a monda szerint a hunok és a magyarok származnak- új, letelepedésre alkalmas területre vezette vadászatuk közben egy szarvas. A csodaszarvas mondája a Képes krónikában is megtalálható.
A magyar őstörténetről valószínűleg létezett egy ősgeszta a 11. században, amely azonban nem maradt fenn. Balassa István és Ortutay Gyula vélekedése szerint, a Csodaszarvas-monda eredete ez a 11. századi ősgeszta lehetett.
A 6. században élt Iordanes ravennai püspök, római történetíró De origine actibusque Getarum röviden Getica (A geták eredetéről és tetteiről) című művében megírta a csodaszarvas-legendát, amit átvettek tőle a középkori magyar krónikások és „A magyar történelem tizedei” című művében Antonio Bonfini is.
László Gyula szerint: „(…)mind az onogur-avar-magyar népnél, mind pedig Árpád magyarjainál kimutatható a szkíta hagyományréteg. Nekünk is szarvas volt az ősi istenasszonyunk, vezető állatunk, akárcsak a szkítáknak.” A mi csodaszarvasmondánkban egyfelől vezérlő állat, másfelől pedig termékenységszimbólum, hiszen az ő révén találja meg Hunor és Magor a királylányokat és népes kíséretüket, akiktől aztán a hunok és magyarok népes sokasága ered.

## Szerepének hasonlósága a magyar ősvallásban és a kereszténységben
Dienes István szerint a Csodaszarvas-monda egységesítő szerepet töltött be az ősi magyar hitvilágban, sőt, a kereszténységben is hasonló szereppel bír. "Miként nyelvében, szokásaiban, vallásában is eggyé vált az új haza népe, és egyként vallhatta magának a magyarok eredethagyományát, hogy őseiket, a legendás testvérpárt e varázslatos tüneményként megjelenő kecses ünő termékeny vidékre csalogatta, asszonyokhoz segítette, s így megsokasította. Jelképi erejű, hogy századokkal később is, a téli napforduló idején végzett évkezdő, varázsló népi játékok alkalmával, a regöléskor felhangzó énekváltozatok egyikben István királynak egy szarvas jelenik meg, amely a keresztény legenda hasonló alakja mellett is a magyar hagyomány csodaszarvasát idézi. Az ének csodafiúszarvasa az égből száll alá, homlokán fényes napot, oldalán a holdat, testén a csillagokat, ágas-bogas szarvain gyújtatlan-gyulladó, oltatlan-elalvó gyertyákat hordoz; új utakra vezérlő isteni követ, aki épp azért ereszkedik alá, hogy a kegyes uralkodót megtérítse, s az ősi csodaszarvas módjára ismét megfordítsa népe sorsát, elhozza mindenki számára a keresztények istenének kegyelmét, és az Ő bőségében részesítse őket."
A szarvas vezérlő szerepe keresztény köntösben is ugyanaz marad: miként egykoron Hunort és Magort vezérlé a magyarság kialakulása felé, úgy vezérli most István királyt a kereszténységbe. A magyar néphagyományban tehát a kereszténység felvételével a csodaszarvas-motívum szerves kiegészülése ment végbe, immáron keresztény mondanivalóval.

## Nemzetközi analógiák
A csodaszarvas és a rá vadászó férfipáros legendája más népeknél is megvolt, az ókori görögöknél biztosan. A mellékelt képet Pella ógörög városában találták, padlócsempén.

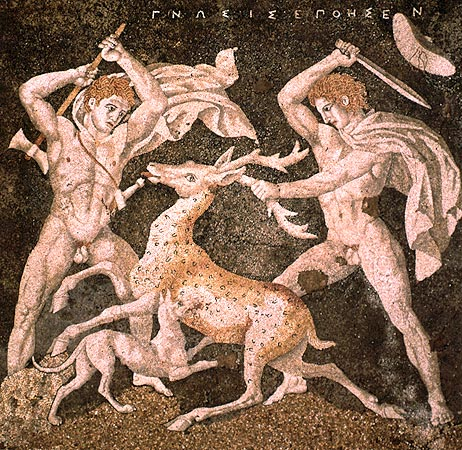
Az ógörög Pella városában talált, szarvasvadászatot ábrázoló csempe kb. Kr.e. 300-ban készült. A jobboldali alak valószínűleg Nagy Sándor, baloldalt hűséges társa Hephaestion látható

## A középkori mondákban
Egy csodálatos szarvas szerepelt Anonymus Gesta Hungarorum (A magyarok viselt dolgai) című művében Bars vezérről és Bars vára alapításáról szóló fejezetében is.
Közös elhatározással evégre Böngér fia Borsot küldötték ki vitézeivel. Mikor a Garam folyó mellett lovagoltak, egy szarvas futásnak eredt előttük, és nekivágott a hegytetőknek. Bors nagy sebesen űzőbe fogta, és a hegyormon lenyilazta. Majd midőn azokat a hegyeket ott körös-körül szemügyre vette, az a gondolata támadt, hogy várat épít ott. Azonnal össze is gyűjtött sok-sok várnépet, és egy magasabb hegy ormán igen erős várat emelt; egyszersmind a maga tulajdon nevét ruházta rá, úgyhogy Bors várának hívják.
A magyar (és a lengyel) középkori krónikákban többször ismétlődő motívum, hogy egy csodálatos viselkedésű szarvas mutatja meg, hogy hol kell templomot, kolostort építeni: Szent Gellértnek is egy szarvas mutatja meg a bakonybéli monostor helyét, a váci egyház alapításmondájában szarvas mutatja meg Szent Lászlónak, hogy hová építse a székesegyházat, a lengyel krónikások szerint szarvas mutatja meg a magyar Szent Imrének, hová építsenek a lengyelek kolostort.

## A néphagyományban
A regösénekekben szereplő csodaszarvas mindig hím állat, csodafiúszarvasnak is nevezik. Vas vármegyében, Bucsun, a századfordulón feljegyzett változat szerint ezer szarva van, szarva hegyén ezer égő gyertya, két veséjén két arany kereszt; a Dozmaton feljegyzett változat szerint homlokán van a fölkelő fényes nap, oldalán a szép hold, jobb veséjén az égi csillagok. Más dunántúli változatok szerint ezer ága-boga van, rajta ezer misegyertya, „gyújtatlan gyulladék, oltatlan aludék”. A csodaszarvas kis kerek pázsiton legelészik, vagy fekete felhőben tűnik fel.

## A csillagászatban
A monda szerint a Csodaszarvas homlokán van a hajnalcsillag, vagyis a Vénusz, szügyén a Hold, két szarva között pedig a Nap. Jankovics Marcell tanulmányai alapján a Csodaszarvast az égen a következő csillagképek alkotják: Ikrek (Gemini), Szekeres (Auriga), Orion, Fiastyúk (Pliades), a Perseus és Cassiopeia.

## A mai kultúrában

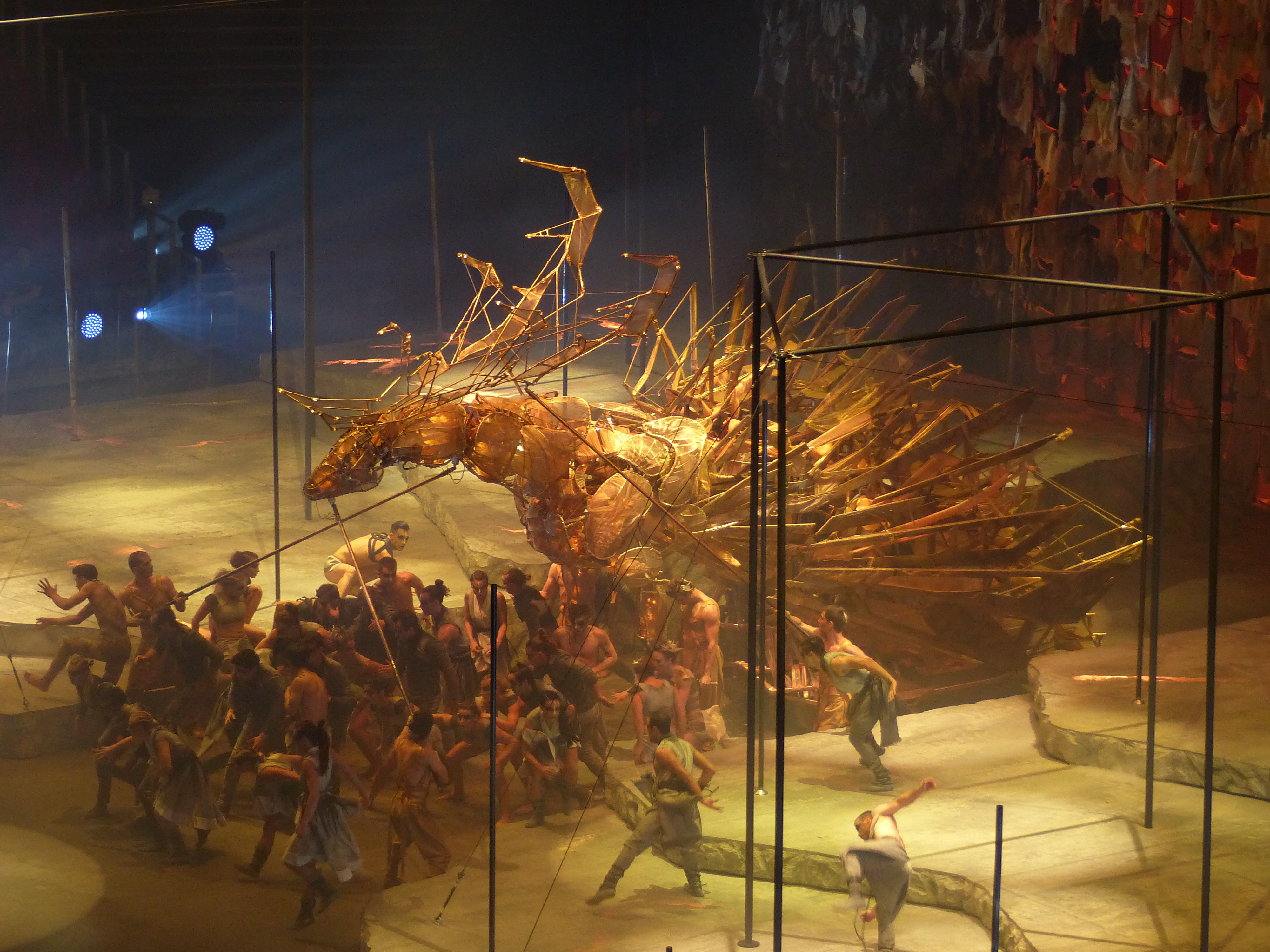
A Csodaszarvas megjelenítése a 2017-es úszó-világbajnokság záróünnepségén

- A csodaszarvas monda egyik leghíresebb irodalmi feldolgozása Arany János költeménye a Rege a csodaszarvasról, mely a Buda halála című művének 6. éneke.[15]
- A csodaszarvas volt a jelvénye az 1933-as, Gödöllőn rendezett 4. Cserkész Világdzsemborinak.
- Jankovics Marcell rajzfilmje, az Ének a csodaszarvasról 2002-ben jelent meg.
- Sub Bass Monster Ragga a csodaszarvasról című számában énekel a csodaszarvasról.
- Magyar mese és mondavilág - A Csodaszarvas mesélte Benedek Elek, A szöveget gondozta és a Szómagyarázót írta Kovács Ágnes
- Undi Mariska: A csodaszarvas vadászata (gobelin), kieselbach.hu
- A csodaszarvas a Magyar Rögbi Szövetség jelképe.
- Csodaszarvas - Őstörténet, vallás és néphagyomány időszaki kiadványsorozat. A kiadványban megjelenő tanulmányok, cikkek főbb témái: régészet, történelem, sámánhit, mitológia, vallásnéprajz, népművészet, népzene, néptánc. Eddig 4 kötet jelent meg: 2005, 2006, 2009, 2012.[16][17]
- A 2017-es úszó-világbajnokság záróünnepségén került előadásra a "Csodaszarvas" című produkció.
- 2018 óta a magyar jégkorong-válogatott egyik jelképe a csodaszarvas.[18]